# Società Polisportiva Ars et Labor 1931-1932
Questa pagina raccoglie le informazioni riguardanti la Società Polisportiva Ars et Labor nelle competizioni ufficiali della stagione 1931-1932.

## Stagione
Cambiano i vertici dirigenziali e tecnici ferraresi. Il presidente Ferri viene avvicendato dalla coppia Giuseppe Turbiani-Carlo Osti, mentre il nuovo allenatore è Francesco Mattuteia. Non cambia però la rosa della squadra, che resta sempre molto competitiva. 
Anche sul campo musica rimane la stessa, con l'undici ferrarese che inibisce le avversarie e stravince il proprio girone, raggiungendo le finali per la promozione in Serie B. Romani con 23 reti, Braga con 14, Barbieri con 13 e Villotti con 11 reti, seppelliscono di gol le avversarie ed il bottino ufficiale di 73 reti sarebbe stato più pingue di altre 18 reti, se Lonigo e Dolo non si fossero ritirate e tutte le loro gare annullate. 
Non cambia però neppure il verdetto finale della stagione, con la SPAL che deve ingoiare un altro boccone amaro. Il girone finale perde subito una protagonista, con il forfait del Saronno: restano tre squadre in lizza per un posto. I biancazzurri subiscono tre reti nel quarto d'ora finale a Messina, della rabbiosa reazione ne fa le spese il Savona, sepolto dalla cinquina di Romani. Tutto è ancora in discussione, a patto che si batta il Messina nel confronto diretto interno del 19 giugno 1932. Gli estensi attaccano a testa bassa per novanta minuti, i giallorossi siciliani capitalizzano meglio le occasioni avute e nella ripresa nel giro di sei minuti ribaltano il risultato: per il Messina è promozione, per la SPAL la Serie B sembra proprio maledetta. 

## Rosa
| N. |                   | Ruolo | Calciatore         |
| -- | ----------------- | ----- | ------------------ |
|    | Italia (bandiera) | P     | Alberto Beccati    |
|    | Italia (bandiera) | P     | Enzo Caselli       |
|    | Italia (bandiera) | D     | Arnaldo Calzolari  |
|    | Italia (bandiera) | C     | Egidio Casazza     |
|    | Italia (bandiera) | A     | Corrado Cavazza    |
|    | Italia (bandiera) | D     | Mario Conte        |
|    | Italia (bandiera) | D     | Giancarlo Genesini |
|    | Italia (bandiera) | D     | Luigi Olasi        |
|    | Italia (bandiera) | C     | Colsister Aramini  |

| N. |                   | Ruolo | Calciatore        |
| -- | ----------------- | ----- | ----------------- |
|    | Italia (bandiera) | C     | Bruno Bertacchini |
|    | Italia (bandiera) | C     | Odino Bonora      |
|    | Italia (bandiera) | C     | Ivo Paroni        |
|    | Italia (bandiera) | C     | Aroldo Tassinari  |
|    | Italia (bandiera) | A     | Aldo Barbieri     |
|    | Italia (bandiera) | A     | Bruno Braga       |
|    | Italia (bandiera) | A     | Mario Romani      |
|    | Italia (bandiera) | A     | Giovanni Villotti |

## Risultati

### Prima Divisione (girone A)

#### Girone di andata[1]
| Arbitro: | De Jurco (Trieste) |

|                             |           |                           |
| Caselli 60’ (aut.) Duro 85’ | Marcatori | 32’, 84’ Romani 82’ Braga |

| Arbitro: | Salvagno (Trieste) |

|                                                                |           |                             |
| Romani 10’ Barbieri 14’, 48’, 53’, 59’ Braga 21’ Calzolari 75’ | Marcatori | 2’ Fallavena 88’ Frascaroli |

| Arbitro: | De Polo (Tortona) |

|            |           |              |
| Romani 81’ | Marcatori | 68’ Zampiero |

| Arbitro: | Girelli (Verona) |

|                                 |           |                                   |
| Lolli I 23’ Genesini 80’ (aut.) | Marcatori | 2’ Villotti 7’ Barbieri 28’ Braga |

| Arbitro: | Casati (Como) |

|                                                             |           |  |
| Braga 6’, 19’, 73’ Romani 14’, 86’ Aramini 38’ Villotti 53’ | Marcatori |  |

| Arbitro: | Pavanello (Venezia) |

|                        |           |                                     |
| Dara 24’ Lazzarini 62’ | Marcatori | 9’ Calzolari 66’ Villotti 88’ Braga |

| Arbitro: | Cugnini (Ancona) |

|                                   |           |  |
| Braga 9’ Tassinari 51’ Romani 76’ | Marcatori |  |

| Arbitro: | Badiani (Prato) |

|              |           |           |
| Bertoldi 22’ | Marcatori | 3’ Romani |

| Arbitro: | Caironi (Milano) |

|  |           |                             |
|  | Marcatori | 10’ Fornasaris 30’ Wilfling |

| Arbitro: | Lupini (Bergamo) |

|  |           |          |
|  | Marcatori | 4’ Braga |

| Arbitro: | Nocentini (Prato) |

|                                                                  |           |  |
| Romani 59’, 77’ Braga 61’, 80’ Calzolari 74’ (rig.) Barbieri 84’ | Marcatori |  |

| Arbitro: | Ziglioli (Cremona) |

|                         |           |  |
| Villotti 21’ Romani 48’ | Marcatori |  |

| Arbitro: | Quilleri (Brescia) |

|  |           |                        |
|  | Marcatori | 8’ Romani 65’ Barbieri |

| Arbitro: | Pessato (Monfalcone) |

|             |           |  |
| Froglia 37’ | Marcatori |  |

#### Girone di ritorno[4][5]
| Arbitro: | Carminati (Milano) |

|                                                                                    |           |          |
| Romani 12’, 28’, 69’ Braga 47’, 83’ Bertacchini III 52’ Calzolari 58’ Genesini 87’ | Marcatori | 32’ Duro |

| Arbitro: | Pedroni (Milano) |

|                            |           |           |
| Fallavena 2’ Grigolato 35’ | Marcatori | 63’ Braga |

| Arbitro: | Giulini (Milano) |

|  |           |                                 |
|  | Marcatori | 2’ Braga 30’ Aramini 76’ Romani |

| Arbitro: | Carminati (Milano) |

|                                                  |           |              |
| Villotti 10’ Romani 46’, 68’, 86’ Braga 56’, 62’ | Marcatori | 13’ Vignelli |

| Arbitro: | Bonivento (Venezia) |

|              |           |            |
| Battioni 21’ | Marcatori | 67’ Romani |

| Arbitro: | Omodei Zorini (Novara) |

|                                        |           |            |
| Paroni 2’ Barbieri 50’ Romani 77’, 84’ | Marcatori | 36’ Vecchi |

| Arbitro: | Bonivento (Venezia) |

|                    |           |                  |
| Viola 31’ Zoch 73’ | Marcatori | 53’ (rig.) Conte |

| Arbitro: | Salvagno (Trieste) |

|                            |           |                    |
| Tassinari 34’ Villotti 63’ | Marcatori | 34’ (rig.) Pedezzi |

| Arbitro: | Zorzi (Venezia) |

|             |           |                                                     |
| Balboni 12’ | Marcatori | 74’ Villotti 75’, 80’ Barbieri 82’ Braga 83’ Romani |

| Arbitro: | Casartelli (Milano) |

|                                                          |           |  |
| Barbieri 18’ Aramini 47’ Villotti 69’ Cavasin 75’ (aut.) | Marcatori |  |

| Arbitro: | Borghetti (Ancona) |

|                        |           |  |
| Fassina 7’ Bozzolo 82’ | Marcatori |  |

| Arbitro: | Perani (Bergamo) |

|                                             |           |              |
| Conte 12’ Romani 29’ Villotti 35’ Braga 37’ | Marcatori | 70’ Michelon |

| Arbitro: | Sansoni (Venezia) |

|                         |           |  |
| Villotti 38’ Romani 83’ | Marcatori |  |

#### Girone finale[7]
| Arbitro: | U.Gama (Milano) |

|                                    |           |  |
| Ferretti 75’, 82’ Cevenini III 89’ | Marcatori |  |

| Arbitro: | Rovida (Milano) |

|                                            |           |  |
| Romani 57’, 67’, 75’, 77’, 90’ Aramini 63’ | Marcatori |  |

| Arbitro: | Guarnieri (Milano) |

|             |           |                              |
| Villotti 5’ | Marcatori | 51’ Cevenini III 57’ Corallo |

| Arbitro: | Mattea (Torino) |

|                                    |           |                              |
| Bacigalupo I 15’ Grassi 82’ (rig.) | Marcatori | 43’ Romani 76’, 88’ Barbieri |